# Dreiband-Weltmeisterschaft der Junioren 2009

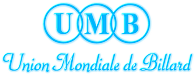
Logo UMB (ausrichtender Verband)

Die Dreiband-Weltmeisterschaft der Junioren 2009 war ein Turnier in der Karambolagedisziplin Dreiband und fand vom 25. bis 27. September in Löwen in der belgischen Provinz Flämisch-Brabant statt. Die Organisation der Meisterschaft hatte der in Belgien bekannte Club KBC Zanzibar, der sein 75-jähriges Bestehen feierte.

## Teilnehmer
Das Teilnehmerfeld setzt sich aus den Kontinentalverbänden wie folgt zusammen:
- Titelverteidiger (Wildcard) UMB: 1
- CEB: 9
- CPB: 2
- ACBC: 3
- organisierende Verband: 1

| Titelverteidiger | Titelverteidiger             |
| ---------------- | ---------------------------- |
| 1                | Javier Palazón               |
| Europa (CEB)     |                              |
| 2                | Glenn Hofman (Europameister) |
| 3                | Bryan Tempelers              |
| 4                | Antonio Ortiz                |
| 5                | Joao Pedro Ferreira          |
| 6                | Tolgahan Kiraz               |
| 7                | Cédric Melnytschenko         |
| 8                | Mathieu Vlerick              |
| 9                | Mohamed Abdin                |
| 10               | Pavel Novak                  |

| Amerika (CPB) |                  |
| 11            | Huberney Cataño  |
| 12            | José Juan García |
| Asien (ACBC)  |                  |
| 13            | Kim Haeng-jik    |
| 14            | Oh Tae-jun       |
| 15            | Yusuke Mori      |
| Wildcard Org. |                  |
| 16            | Kenny Miatton    |

## Modus
Gespielt wird in der Vorrunde in vier Gruppen zu je vier Spielern im Round-Robin-Modus im Satzsystem Best of 3 sets. Die beiden Gruppenersten zogen in die Endrunde ein, wo im K.-o.-System in Best of 5 Sets gespielt wurde. Die Shot clock stand auf 50 Sekunden.

## Gruppenphase
| Abschlusstabelle Gruppe A | Abschlusstabelle Gruppe A | Abschlusstabelle Gruppe A | Abschlusstabelle Gruppe A | Abschlusstabelle Gruppe A | Abschlusstabelle Gruppe A | Abschlusstabelle Gruppe A | Abschlusstabelle Gruppe A | Abschlusstabelle Gruppe A | Abschlusstabelle Gruppe A |
| Platz                     | Name                      | MP                        | SV                        | Pkte                      | Aufn.                     | GD                        | BED                       | BSD                       | HS                        |
| ------------------------- | ------------------------- | ------------------------- | ------------------------- | ------------------------- | ------------------------- | ------------------------- | ------------------------- | ------------------------- | ------------------------- |
| 1                         | Javier Palazón            | 6:0                       | 6:1                       | 100                       | 87                        | 1,149                     | 1,500                     | 1,666                     | 6                         |
| 2                         | Antonio Ortiz             | 4:2                       | 5:2                       | 98                        | 81                        | 1,209                     | 1,764                     | 2,500                     | 8                         |
| 3                         | Pavel Novak               | 2:4                       | 2:5                       | 63                        | 116                       | 0,543                     | 0,543                     | 0,652                     | 5                         |
| 4                         | Yusuke Mori               | 0:6                       | 1:6                       | 76                        | 120                       | 0,633                     | –                         | 0,600                     | 4                         |

| Abschlusstabelle Gruppe B | Abschlusstabelle Gruppe B | Abschlusstabelle Gruppe B | Abschlusstabelle Gruppe B | Abschlusstabelle Gruppe B | Abschlusstabelle Gruppe B | Abschlusstabelle Gruppe B | Abschlusstabelle Gruppe B | Abschlusstabelle Gruppe B | Abschlusstabelle Gruppe B |
| Platz                     | Name                      | MP                        | SV                        | Pkte                      | Aufn.                     | GD                        | BED                       | BSD                       | HS                        |
| ------------------------- | ------------------------- | ------------------------- | ------------------------- | ------------------------- | ------------------------- | ------------------------- | ------------------------- | ------------------------- | ------------------------- |
| 1                         | Glenn Hofman              | 4:2                       | 5:2                       | 100                       | 80                        | 1,250                     | 1,428                     | 2,142                     | 8                         |
| 2                         | Oh Tae-jun                | 4:2                       | 5:3                       | 104                       | 130                       | 0,800                     | 0,967                     | 1,153                     | 6                         |
| 3                         | Bryan Tempelers           | 2:4                       | 3:5                       | 96                        | 127                       | 0,755                     | 0,704                     | 1,666                     | 6                         |
| 4                         | Mathieu Vlerick           | 2:4                       | 2:5                       | 69                        | 97                        | 0,711                     | 0,723                     | 0,789                     | 6                         |

| Abschlusstabelle Gruppe C | Abschlusstabelle Gruppe C | Abschlusstabelle Gruppe C | Abschlusstabelle Gruppe C | Abschlusstabelle Gruppe C | Abschlusstabelle Gruppe C | Abschlusstabelle Gruppe C | Abschlusstabelle Gruppe C | Abschlusstabelle Gruppe C | Abschlusstabelle Gruppe C |
| Platz                     | Name                      | MP                        | SV                        | Pkte                      | Aufn.                     | GD                        | BED                       | BSD                       | HS                        |
| ------------------------- | ------------------------- | ------------------------- | ------------------------- | ------------------------- | ------------------------- | ------------------------- | ------------------------- | ------------------------- | ------------------------- |
| 1                         | Kenny Miatton             | 4:2                       | 4:2                       | 84                        | 78                        | 1,076                     | 1,363                     | 1,666                     | 6                         |
| 2                         | Tolgahan Kiraz            | 4:2                       | 5:3                       | 110                       | 123                       | 0,894                     | 1,071                     | 1,363                     | 7                         |
| 3                         | Huberney Cataño           | 4:2                       | 4:4                       | 99                        | 104                       | 0,951                     | 1,187                     | 1,500                     | 7                         |
| 4                         | Joao Pedro Ferreira       | 0:6                       | 2:6                       | 88                        | 103                       | 0,854                     | –                         | 1,500                     | 5                         |

| Abschlusstabelle Gruppe D | Abschlusstabelle Gruppe D | Abschlusstabelle Gruppe D | Abschlusstabelle Gruppe D | Abschlusstabelle Gruppe D | Abschlusstabelle Gruppe D | Abschlusstabelle Gruppe D | Abschlusstabelle Gruppe D | Abschlusstabelle Gruppe D | Abschlusstabelle Gruppe D |
| Platz                     | Name                      | MP                        | SV                        | Pkte                      | Aufn.                     | GD                        | BED                       | BSD                       | HS                        |
| ------------------------- | ------------------------- | ------------------------- | ------------------------- | ------------------------- | ------------------------- | ------------------------- | ------------------------- | ------------------------- | ------------------------- |
| 1                         | José Juan García          | 6:0                       | 6:1                       | 101                       | 88                        | 1,147                     | 1,363                     | 2,142                     | 7                         |
| 2                         | Kim Haeng-jik             | 4:2                       | 4:2                       | 84                        | 64                        | 1,312                     | 1,428                     | 3,750                     | 12                        |
| 3                         | Cédric Melnytschenko      | 2:4                       | 3:4                       | 70                        | 88                        | 0,795                     | 0,875                     | 1,666                     | 6                         |
| 4                         | Mohamed Abdin             | 0:6                       | 0:6                       | 43                        | 84                        | 0,511                     | –                         | –                         | 4                         |

Quellen:

### Finalrunde
|  | Viertelfinale Best of 5 | Viertelfinale Best of 5 | Viertelfinale Best of 5 | Viertelfinale Best of 5 | Viertelfinale Best of 5 | Viertelfinale Best of 5 |                |              | Halbfinale Best of 5 | Halbfinale Best of 5 | Halbfinale Best of 5 | Halbfinale Best of 5 | Halbfinale Best of 5 | Halbfinale Best of 5 |      |       | Finale Best of 5 | Finale Best of 5 | Finale Best of 5 | Finale Best of 5 | Finale Best of 5 | Finale Best of 5 |
|  |                         |                         |                         |                         |                         |                         |                |              |                      |                      |                      |                      |                      |                      |      |       |                  |                  |                  |                  |                  |                  |
|  |                         | Satz                    | Pkt.                    | Aufn.                   | GD                      | HS                      |                |              |                      |                      |                      |                      |                      |                      |      |       |                  |                  |                  |                  |                  |                  |
|  |                         | Satz                    | Pkt.                    | Aufn.                   | GD                      | HS                      |                |              |                      |                      |                      |                      |                      |                      |      |       |                  |                  |                  |                  |                  |                  |
|  | Javier Palazón          | 3                       | 61                      | 61                      | 1,000                   | 6                       |                |              |                      |                      |                      |                      |                      |                      |      |       |                  |                  |                  |                  |                  |                  |
|  | Javier Palazón          | 3                       | 61                      | 61                      | 1,000                   | 6                       |                | Satz         | Pkt.                 | Aufn.                | GD                   | HS                   |                      |                      |      |       |                  |                  |                  |                  |                  |                  |
|  | Kim Haeng-jik           | 2                       | 47                      | 60                      | 0,783                   | 3                       |                | Satz         | Pkt.                 | Aufn.                | GD                   | HS                   |                      |                      |      |       |                  |                  |                  |                  |                  |                  |
|  | Kim Haeng-jik           | 2                       | 47                      | 60                      | 0,783                   | 3                       | Javier Palazón | 3            | 45                   | 21                   | 2,142                | 7                    |                      |                      |      |       |                  |                  |                  |                  |                  |                  |
|  |                         | Satz                    | Pkt.                    | Aufn.                   | GD                      | HS                      | Javier Palazón | 3            | 45                   | 21                   | 2,142                | 7                    |                      |                      |      |       |                  |                  |                  |                  |                  |                  |
|  |                         | Satz                    | Pkt.                    | Aufn.                   | GD                      | HS                      |                | Oh Tae-jun   | 0                    | 14                   | 19                   | 0,736                | 6                    |                      |      |       |                  |                  |                  |                  |                  |                  |
|  | Kenny Miatton           | 0                       | 28                      | 34                      | 0,823                   | 4                       |                | Oh Tae-jun   | 0                    | 14                   | 19                   | 0,736                | 6                    |                      |      |       |                  |                  |                  |                  |                  |                  |
|  | Kenny Miatton           | 0                       | 28                      | 34                      | 0,823                   | 4                       |                |              |                      |                      |                      |                      |                      | Satz                 | Pkt. | Aufn. | GD               | HS               |                  |                  |                  |                  |
|  | Oh Tae-jun              | 3                       | 45                      | 36                      | 1,250                   | 8                       |                |              |                      |                      |                      |                      |                      | Satz                 | Pkt. | Aufn. | GD               | HS               |                  |                  |                  |                  |
|  | Oh Tae-jun              | 3                       | 45                      | 36                      | 1,250                   | 8                       | Javier Palazón | 3            | 62                   | 45                   | 1,377                | 9                    |                      |                      |      |       |                  |                  |                  |                  |                  |                  |
|  |                         | Satz                    | Pkt.                    | Aufn.                   | GD                      | HS                      | Javier Palazón | 3            | 62                   | 45                   | 1,377                | 9                    |                      |                      |      |       |                  |                  |                  |                  |                  |                  |
|  |                         | Satz                    | Pkt.                    | Aufn.                   | GD                      | HS                      |                | Glenn Hofman | 2                    | 57                   | 44                   | 1,295                | 10                   |                      |      |       |                  |                  |                  |                  |                  |                  |
|  | José Juan García        | 1                       | 38                      | 42                      | 0,904                   | 6                       |                | Glenn Hofman | 2                    | 57                   | 44                   | 1,295                | 10                   |                      |      |       |                  |                  |                  |                  |                  |                  |
|  | José Juan García        | 1                       | 38                      | 42                      | 0,904                   | 6                       |                | Satz         | Pkt.                 | Aufn.                | GD                   | HS                   |                      |                      |      |       |                  |                  |                  |                  |                  |                  |
|  | Antonio Ortiz           | 3                       | 58                      | 43                      | 1,348                   | 12                      |                | Satz         | Pkt.                 | Aufn.                | GD                   | HS                   |                      |                      |      |       |                  |                  |                  |                  |                  |                  |
|  | Antonio Ortiz           | 3                       | 58                      | 43                      | 1,348                   | 12                      | Antonio Ortiz  | 1            | 32                   | 48                   | 0,666                | 4                    |                      |                      |      |       |                  |                  |                  |                  |                  |                  |
|  |                         | Satz                    | Pkt.                    | Aufn.                   | GD                      | HS                      | Antonio Ortiz  | 1            | 32                   | 48                   | 0,666                | 4                    |                      |                      |      |       |                  |                  |                  |                  |                  |                  |
|  |                         | Satz                    | Pkt.                    | Aufn.                   | GD                      | HS                      |                | Glenn Hofman | 3                    | 57                   | 49                   | 1,163                | 7                    |                      |      |       |                  |                  |                  |                  |                  |                  |
|  | Glenn Hofman            | 3                       | 62                      | 65                      | 0,953                   | 6                       |                | Glenn Hofman | 3                    | 57                   | 49                   | 1,163                | 7                    |                      |      |       |                  |                  |                  |                  |                  |                  |
|  | Glenn Hofman            | 3                       | 62                      | 65                      | 0,953                   | 6                       |                |              |                      |                      |                      |                      |                      |                      |      |       |                  |                  |                  |                  |                  |                  |
|  | Tolgahan Kiraz          | 1                       | 68                      | 64                      | 1,062                   | 9                       |                |              |                      |                      |                      |                      |                      |                      |      |       |                  |                  |                  |                  |                  |                  |
|  | Tolgahan Kiraz          | 1                       | 68                      | 64                      | 1,062                   | 9                       |                |              |                      |                      |                      |                      |                      |                      |      |       |                  |                  |                  |                  |                  |                  |

Quellen:

## Abschlusstabelle
| MP    | Match Punkte (Sieger = 2; Unentschieden = 1; Verlierer = 0) |
| SV    | Satzverhältnis (nur bei Turnieren im Satzsystem)            |
| Pkte. | Erzielte Karambolagen                                       |
| Aufn. | benötigte Aufnahmen                                         |
| GD    | Generaldurchschnitt                                         |
| MGD   | Mannschafts-Generaldurchschnitt                             |
| BED   | Bester Einzeldurchschnitt eines Spielers                    |
| BEMD  | Bester Einzeldurchschnitt einer Mannschaft                  |
| BSD   | Bester Satzdurchschnitt eines Spielers                      |
| HS    | Höchstserie                                                 |
| WRP   | Weltranglistenpunkte                                        |

| Endklassement       | Endklassement       | Endklassement        | Endklassement       | Endklassement       | Endklassement | Endklassement | Endklassement | Endklassement | Endklassement | Endklassement |
| Phase               | Platz               | Name                 | MP                  | SV                  | Pkt.          | Aufn.         | GD            | BED           | BSD           | HS            |
| ------------------- | ------------------- | -------------------- | ------------------- | ------------------- | ------------- | ------------- | ------------- | ------------- | ------------- | ------------- |
| Finale              | 1                   | Javier Palazón       | 12:0                | 15:5                | 268           | 214           | 1,252         | 2,142         | 2,500         | 9             |
| Finale              | 2                   | Glenn Hofman         | 8:4                 | 13:8                | 276           | 238           | 1,159         | 1,428         | 2,142         | 10            |
| Halb- finale        | 3                   | Antonio Ortiz        | 6:4                 | 9:6                 | 188           | 172           | 1,093         | 1,764         | 2,500         | 12            |
| Halb- finale        | 3                   | Oh Tae-jun           | 6:4                 | 8:6                 | 163           | 185           | 0,881         | 1,250         | 1,500         | 8             |
| Viertel- finale     | 5                   | José Juan García     | 6:2                 | 7:4                 | 139           | 128           | 1,085         | 1,363         | 2,142         | 7             |
| Viertel- finale     | 6                   | Kim Haeng-jik        | 4:4                 | 6:5                 | 131           | 124           | 1,056         | 1,428         | 3,750         | 12            |
| Viertel- finale     | 7                   | Tolgahan Kiraz       | 4:4                 | 7:6                 | 178           | 187           | 0,951         | 1,071         | 1,363         | 9             |
| Viertel- finale     | 8                   | Kenny Miatton        | 4:4                 | 4:5                 | 112           | 112           | 1,000         | 1,363         | 1,666         | 6             |
| Gruppen- phase      | 9                   | Huberney Cataño      | 4:2                 | 4:4                 | 99            | 104           | 0,951         | 1,187         | 1,500         | 7             |
| Gruppen- phase      | 10                  | Cédric Melnytschenko | 2:4                 | 3:4                 | 70            | 88            | 0,795         | 0,875         | 1,666         | 6             |
| Gruppen- phase      | 11                  | Bryan Tempelers      | 2:4                 | 3:5                 | 96            | 127           | 0,755         | 0,704         | 1,666         | 6             |
| Gruppen- phase      | 12                  | Pavel Novak          | 2:4                 | 2:5                 | 63            | 116           | 0,543         | 0,543         | 0,652         | 5             |
| Gruppen- phase      | 13                  | Mathieu Vlerick      | 2:4                 | 2:5                 | 69            | 97            | 0,711         | 0,723         | 0,789         | 6             |
| Gruppen- phase      | 14                  | Joao Pedro Ferreira  | 0:6                 | 2:6                 | 88            | 103           | 0,854         | –             | 1,500         | 5             |
| Gruppen- phase      | 15                  | Yusuke Mori          | 0.6                 | 1:6                 | 76            | 120           | 0,633         | –             | 0,600         | 4             |
| Gruppen- phase      | 16                  | Mohamed Abdin        | 0.6                 | 0:6                 | 43            | 84            | 0,511         | –             | –             | 4             |
| Turnierdurchschnitt | Turnierdurchschnitt | Turnierdurchschnitt  | Turnierdurchschnitt | Turnierdurchschnitt | 2055          | 2199          | 0,936         |               |               |               |